# Amtsgericht Kiel

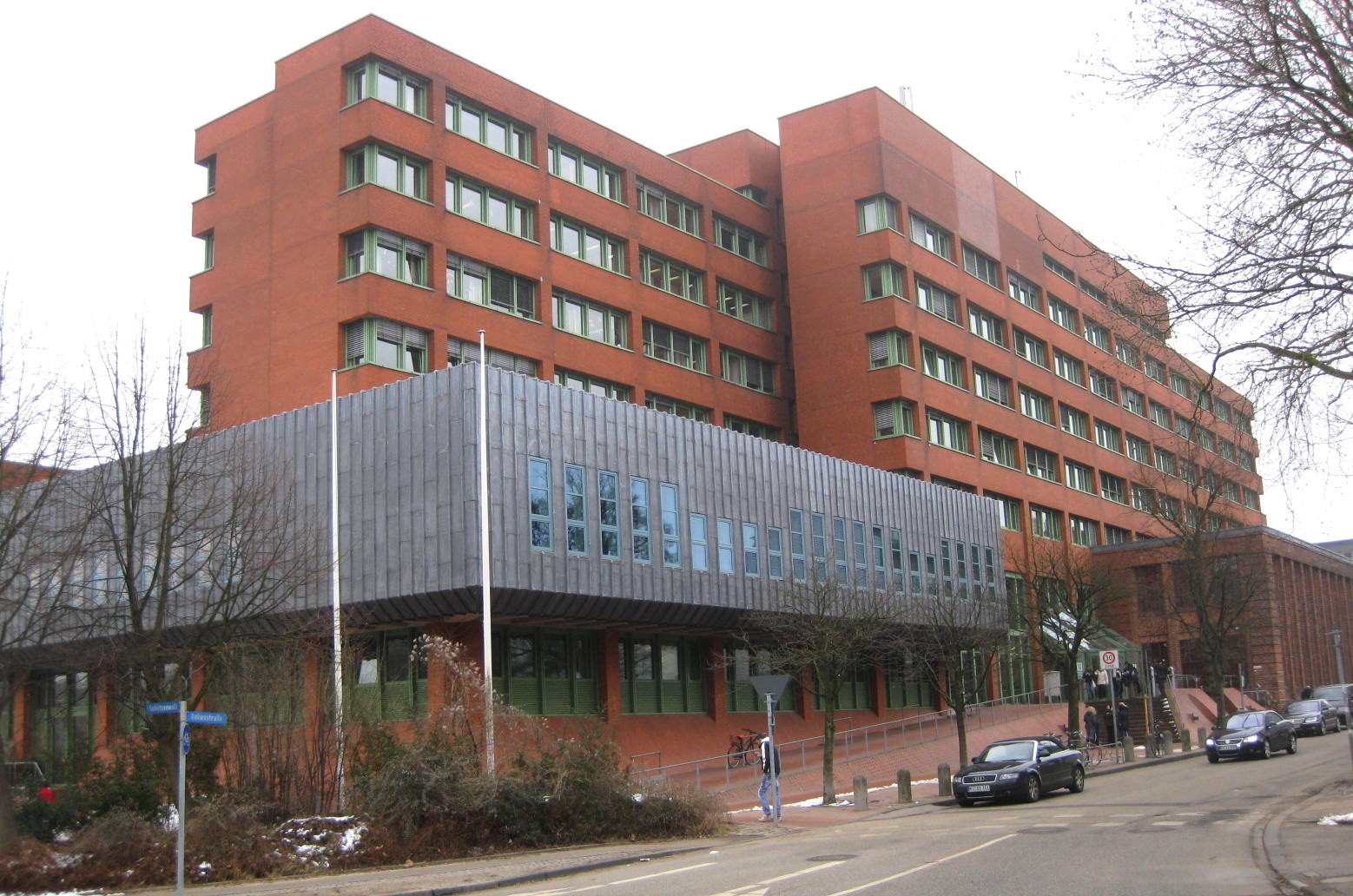
Gerichtshaus in Kiel, Gebäude des Amtsgerichts sowie des Arbeitsgerichts Kiel und des Landesarbeitsgerichts

Das Amtsgericht Kiel ist ein deutsches Gericht der ordentlichen Gerichtsbarkeit und eines von sieben Amtsgerichten (AG) im Bezirk des Landgerichtes Kiel. Mit über 300 Mitarbeitern ist es das größte von 22 Amtsgerichten im Land Schleswig-Holstein.

## Gerichtssitz und -bezirk

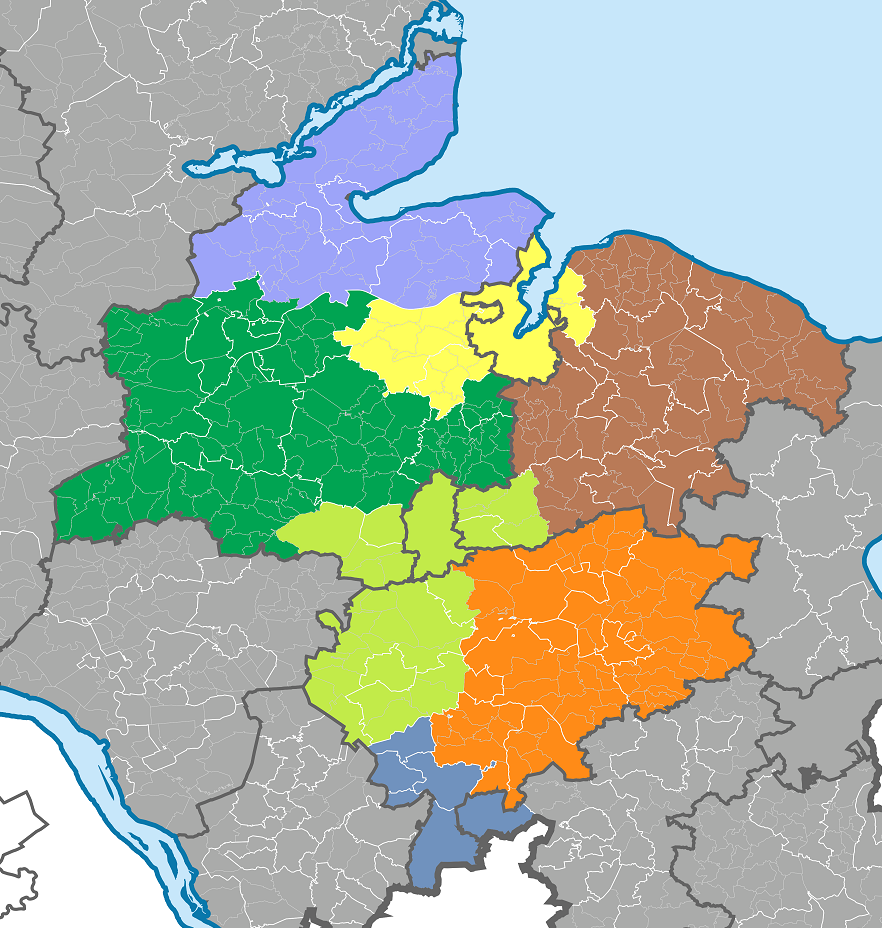
Gerichtsbezirke der dem LG Kiel nachgeordneten Amtsgerichte
AG Eckernförde
AG Rendsburg
AG Kiel
AG Plön
AG Neumünster
AG Bad Segeberg
AG Norderstedt

Sitz des Gerichts ist die Landeshauptstadt Kiel.
Der Gerichtsbezirk umfasst das Gebiet der folgenden Städte und Gemeinden.
| - Achterwehr, - Blumenthal, - Bredenbek, - Felde, - Heikendorf, - Kiel, - Kronshagen, - Krummwisch, - Melsdorf, - Mielkendorf, | - Molfsee, - Mönkeberg, - Ottendorf, - Quarnbek, - Rodenbek, - Rumohr, - Schierensee, - Schönkirchen und - Westensee. |

Zudem gehören zum Gerichtsbezirk die gemeindefreien Küstengewässer der zu Schleswig-Holstein gehörenden Ostsee. Davon ausgenommen ist der Fehmarnbelttunnel, der nach seiner Fertigstellung zum Bezirk des Amtsgerichts Oldenburg gehören wird.
Im Amtsgerichtsbezirk sind über 720 Rechtsanwälte und Rechtsanwältinnen zugelassen, von denen etwa 85 auch Notare oder Notarinnen sind.
Das Amtsgericht Kiel ist im Rahmen einer Sonderzuständigkeit für alle Registersachen im Landgerichtsbezirk Kiel zuständig. Außerdem ist es als Insolvenzgericht für seinen Bezirk zuständig.

## Leitung
Beim Amtsgericht Kiel handelt es sich um ein Präsidialgericht, was bedeutet, dass die Leitung anstatt durch einen Direktor durch einen Präsidenten erfolgt.

## Geschichte
Im Herzogtum Holstein war die Trennung der Rechtsprechung von der Verwaltung nicht umgesetzt. Das Amt Kiel sowie der Magistrat der Stadt Kiel waren daher Verwaltungsbehörde und Eingangsgericht.
Mit der Annexion Schleswig-Holsteins wurden 1867 in der nunmehr preußischen Provinz fünf Kreisgerichte und das übergeordnete Appellationsgericht Kiel eingerichtet. Als Eingangsgerichte wurden Amtsgerichte geschaffen, darunter das Amtsgericht Kiel als eines von 16 Amtsgerichten des Kreisgerichts Kiel. Den Gerichtssprengel bildeten Stadt und Amt Kiel, Amt Cronshagen, die Güter Groß Nordsee, Klein Nordsee, Neu Nordsee, Marutendorf, Hohenschulen, Quarnbeck, Schwartenbek, Projensdorf, Schrevendorf, Oppenhorst, Schönhorst und das klösterliche Dorf Meimersdorf.
Mit dem Inkrafttreten des deutschen Gerichtsverfassungsgesetzes am 1. Oktober 1879 wurden reichsweit einheitlich Amts-, Land- und Oberlandesgerichte geschaffen. Das Amtsgericht Kiel blieb bestehen und war nun dem Landgericht Kiel nachgeordnet.
Sein Gerichtsbezirk umfasste daraufhin den Kreis Kiel außer den Teilen, die den Amtsgerichten Bordesholm und Neumünster zugeordnet waren, aus dem Kreis Plön die Gemeindebezirke Ellerbeck, Elmschenhagen, Gaarden, Klausdorf, Rönne und Schlüsbek sowie aus dem Kreis Eckernförde die Gemeindebezirke Holtenau, Pries und Schilfsee und die Gutsbezirke Friedrichsort ud Stift. Am Gericht bestanden 1880 fünf Richterstellen. Das Amtsgericht war damit das größte Amtsgericht im Landgerichtsbezirk.
1975 wurde das Amtsgericht Bordesholm aufgehoben und das Amtsgericht Rendsburg übernahm überwiegend seine Aufgaben.

## Gebäude
Das Gerichtsgebäude befindet sich in der Deliusstraße 22-24, 24114 Kiel, direkt an der Ecke zum Schützenwall. In dem Gebäude des Amtsgerichts Kiel sind außerdem das Arbeitsgericht Kiel und das Landesarbeitsgericht Schleswig-Holstein untergebracht. Bis zum Jahre 2009 war dort ebenfalls das Sozialgericht beheimatet.
Die Registerabteilung des Amtsgerichts Kiel ist aus Platzgründen in die Preußerstraße 1-9, 24103 Kiel ausgelagert worden.

## Übergeordnete Gerichte
Dem Amtsgericht Kiel unmittelbar übergeordnet ist das Landgericht Kiel. Das Landgericht Kiel gehört zum Bezirk des Schleswig-Holsteinischen Oberlandesgerichtes in Schleswig.